# Attaque d'un bus à Volnovakha
L'attaque d'un bus de Volnovakha est une attaque contre un poste de contrôle routier près du village de Buhas à l'extérieur de la municipalité de Volnovakha dans l'oblast de Donetsk, en Ukraine, le 13 janvier 2015. Elle entraine la mort de 12 passagers d'un autobus interurbain et blesse 18 autres personnes dans la région. L'attaque est la plus meurtrière depuis la signature du protocole de Minsk en septembre 2014, qui tentait d'arrêter la guerre dans le Donbass. L'incident est qualifié d'« acte de terreur » tant par les autorités ukrainiennes que par les rebelles.
Au départ, les séparatistes ont assumé la responsabilité de cet incident, qu'ils pensent être une destruction réussie du barrage routier ukrainien. Après que l'information sur le bus civil a fait la une des journaux, ils ont nié avoir « les possibilités techniques » de bombarder cette zone. La mission spéciale d'observation de l'OSCE inspectant le lieu de l'incident a évalué à partir de son étude de cinq cratères qu'ils avaient été causés par « des roquettes tirées d'une direction nord-nord-est ».
Le point de contrôle nommé « Buhas » est situé sur l'autoroute H20 à l'intersection avec une autre route permettant l'accès à la ville de Volnovakha.

## Événements
Le 13 janvier, un bus transporte des civils se déplaçant vers le nord vers Donetsk depuis le village de Zlatoustivka (Zlatoustovka) et passant devant la petite ville de Volnovakha sur la route Donetsk-Mariupol (autoroute H20). À l'approche de la zone contrôlée par la république populaire de Donetsk, le bus s'est arrêté au point de contrôle, pour le contrôle des passeports. Peu de temps après, le point de contrôle est pris pour cible, avec plusieurs roquettes s'abattant à côté de la file de véhicules, certaines tombant sur le bus. Des éclats d'obus ont déchiré et complètement détruit le bus, tuant et blessant plusieurs passagers. Dix personnes ont péri sur place, tandis que deux autres sont mortes peu après avoir été amenées à l'hôpital de Volnovakha. 
Le gouvernement ukrainien indique que des militants prorusses ont tenté de bombarder des positions près du poste de contrôle de Buhas, qui se trouve à 35 kilomètres de la ville de Donetsk. Le bureau du procureur de Donetsk a rapporté que des militants avaient tiré plus de 40 obus sur l'autoroute alors qu'ils savaient qu'elle n'était utilisée que par des civils. Un responsable du ministère de l'Intérieur de Donetsk a déclaré: « C'était un tir direct sur un bus interurbain ».
Selon le chef du centre de commandement principal des Forces armées de l'Ukraine Bohdan Bondar, l'attaque est lancée depuis le centre de Dokoutchaïevsk (ville entourée par le raïon de Volnovakha), qui se trouve à moins de 35 kilomètres, et est considérée comme une provocation. Malgré cela, les forces ukrainiennes n'ont pas riposté.
La république populaire de Donetsk nie toute implication et déclare que l'attaque a pu être organisée par l'armée ukrainienne. Andreï Pourguine, un politicien du parti de la république de Donetsk, déclare : « Nous n'avons pas la capacité de bombarder ce point de contrôle ni du côté de Telmanove ni d'Elenivka. La partie ukrainienne doit comprendre ce qui s'est passé au plus profond de son territoire. C'est très loin de la ligne de contact ». Denis Pouchiline, un autre dirigeant de la RPD déclare que l'artillerie rebelle la plus proche était à 50 kilomètres de distance, trop loin pour atteindre le site de l'attaque. Au même moment, le média prorusse Newsfront (en) a publié une vidéo d'un chef militant se vantant d'une attaque réussie contre Hranitne depuis Telmanove. L'attaque contre Hranitne a entraîné la mort d'un enfant de 2 ans,.

## Rapport de l'OSCE

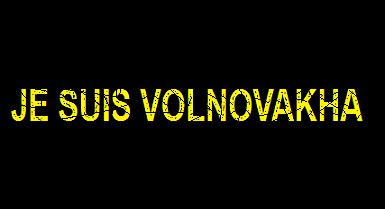
En réponse à l'attaque terroriste, une copie du panneau Je Suis Charlie a été brandie à Kiev lors d'une manifestation contre l'incident.

Un rapport de l'OSCE confirme qu'une roquette Grad, venue du nord-nord-est, a frappé le bus et déclare que les forces de la RPD, les forces armées russes et les forces armées ukrainiennes mèneraient une enquête conjointe sur l'incident. Le président ukrainien Petro Porochenko impute l'attaque aux insurgés séparatistes et décrète une journée de deuil national.

## Plainte devant la CIJ
Le 17 janvier 2017, le ministère ukrainien des Affaires étrangères dépose une plainte auprès de la Cour internationale de justice, accusant la fédération de Russie d'« actes de terrorisme, de discrimination et d'agression illégale » contre l'Ukraine. L'attaque contre Volnovakha est citée par l'Ukraine comme un exemple de soutien de la Russie à des groupes armés illégaux engagés dans des activités terroristes.